# Thibaudia engleriana
Thibaudia engleriana är en ljungväxtart som beskrevs av Johann Moritz David Herold. Thibaudia engleriana ingår i släktet Thibaudia och familjen ljungväxter. Inga underarter finns listade i Catalogue of Life.